# Triumph Bonneville
Pour les articles homonymes, voir Bonneville et Bonnie.
La Bonneville, surnommée Bonnie, est un modèle de moto créé et commercialisé par la firme anglaise Triumph.

## Historique
La « Bonnie » est une des motos les plus célèbres de la production anglaise. Son histoire commence sur le désert de sel de Bonneville, dans l'Utah, le 6 septembre 1956. Ce jour-là, Johnny Allen atteint 342 km/h sur une machine utilisant un moteur de 650 cm3 provenant d'une Triumph Tiger 110.
Bien que ce record n'ait pas été officiellement homologué, l'usine décide de rendre hommage à l'homme et à sa machine en présentant, en 1959, la T120 Bonneville (T120 parce que capable d'accrocher les 193 km/h). C'est le début d'un modèle qui fait encore aujourd'hui partie de la gamme Triumph.

## Modèles

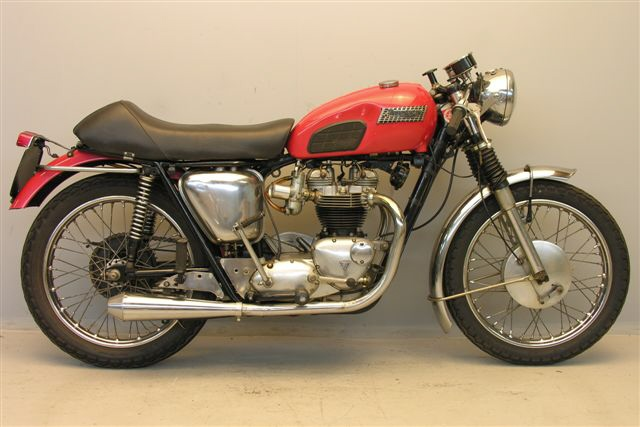
Bonneville T120 1965

### T120
La T120 est présentée en 1959. Elle utilise un moteur bicylindre en ligne à quatre temps calé à 360° de 649 cm3. La boîte de vitesses est à quatre rapports. Ce moteur n'est pas une réelle nouveauté, puisque ce n'est qu'une évolution double carburateurs de celui qui équipait les Tiger 110, lui-même dérivé des 500 Speed Twin et Tiger 100. Il développe 47 ch pour 166 kg à sec. Côté partie-cycle, le cadre est un double berceau, le freinage est confié à des tambours simple came.
En 1963, le moteur abandonne la boîte de vitesses séparée pour une boîte intégrée, le cadre devient un simple berceau dédoublé sous le moteur.
En 1968, le frein avant devient à double came.
En 1971, le cadre devient à double berceau.
Ce cadre est assez innovant en ce sens que la poutre centrale, véritable épine dorsale faite d’un tube cintré de gros diamètre, sert également de réservoir et de radiateur d'huile, une innovation venue de la course et vue également chez le préparateur français Georges Martin. Ce cadre a été dessiné par un nouveau centre de R&D commun avec le groupe BSA. Ce centre fut très critiqué, car coûteux et totalement coupé de l'usine de Meriden, par son implantation dans le luxueux manoir d'Umberslade Hall. Solide et rigide, ce cadre améliore nettement la tenue de route sous réserve de bons combinés ressorts amortisseurs arrière et d'un durcissement des ressorts de fourche. Cependant les premières versions sont un cauchemar pour la chaîne de production et pour la maintenance : le moteur entièrement monté n'entre pas dans le cadre et il faut d'abord démonter les boîtiers enfermant les culbuteurs, puis installer le moteur dans le cadre, reboulonner les boîtiers (avec des joints neufs) et enfin régler à nouveau le jeu aux culbuteurs.
La production de la T120 prend fin en 1973, au profit de sa remplaçante, la T140.

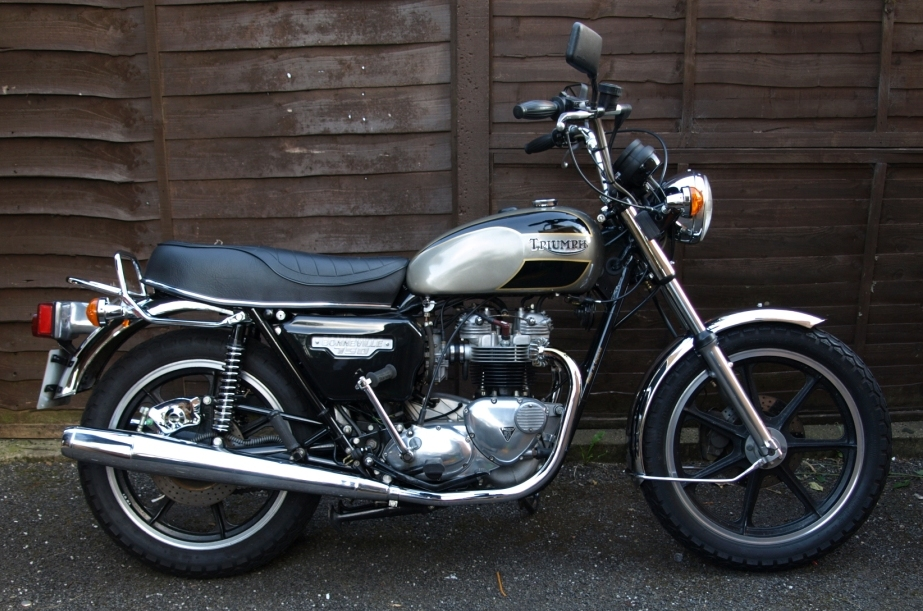
Bonneville T140 version US

### T140
En 1973, la T140 reprend le flambeau derrière la T120. Le moteur voit son alésage augmenter de 5 mm, la cylindrée passant à 744 cm3. La boîte de vitesses est à cinq rapports et le cadre est toujours un double berceau. Le frein avant est un simple disque pincé par un étrier Lockheed venu de l'Austin Mini cooper, les plaquettes étant cependant munies d'une garniture différente et l’étrier habillé d'un élégant cache chromé. Le frein arrière reste à tambour. Elle est vendue 1 735 €.

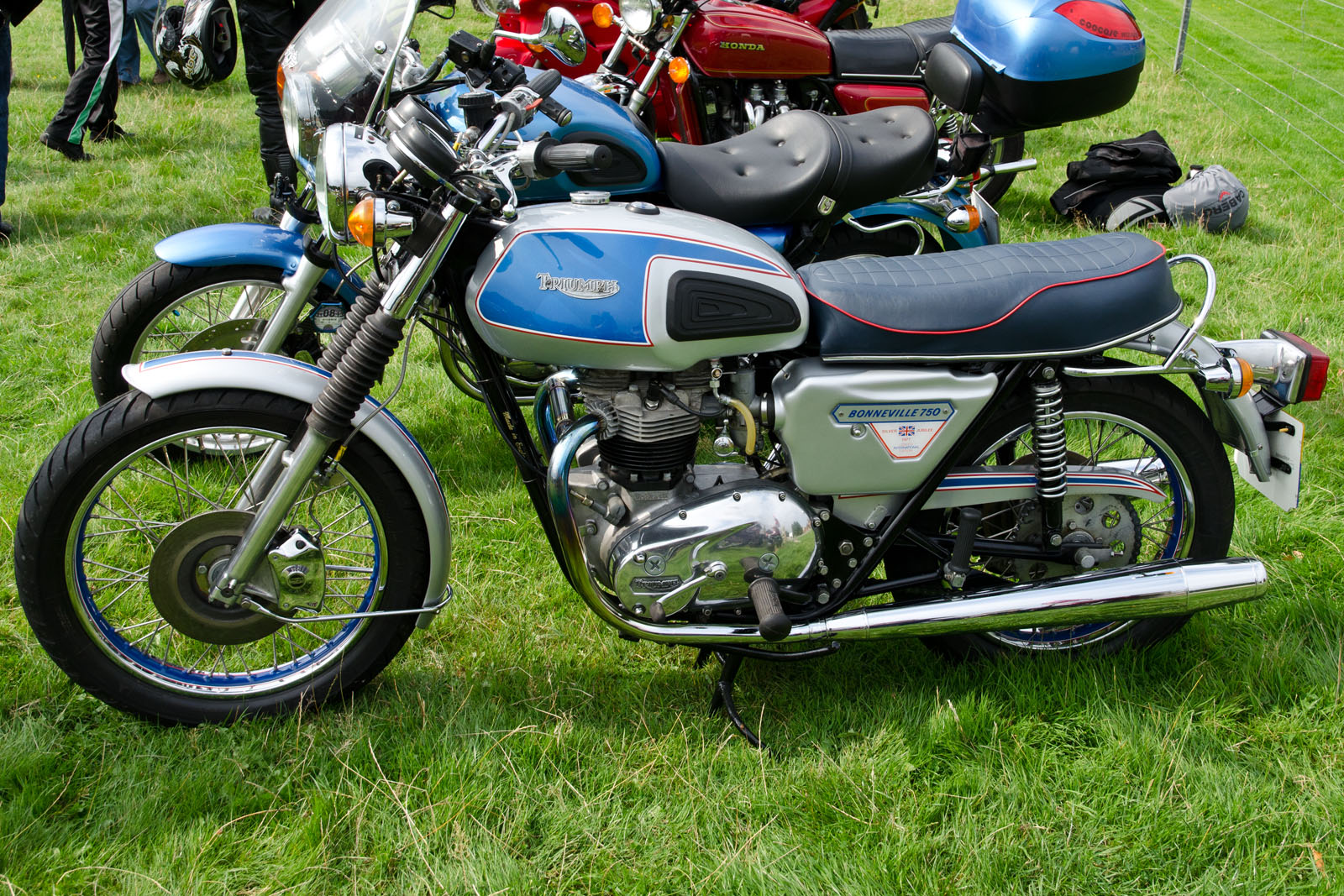
T140 750 Silver Jubilee avec réservoir européen plus anguleux

Il existe deux versions de cette moto : l'américaine avec guidon relevé et réservoir en goutte d'eau de 13 L qui est la plus iconique (photo ci-contre) et la version européenne, plus utilisable sur route à vitesse soutenue (guidon bas) avec un réservoir de 17 L plus anguleux donnant une meilleure autonomie. (On retrouve ces variantes sur l'autre moto emblématique de la production anglaise, la Norton Commando, déclinée en versions fastback, roadster, interstate, et même Hi-rider qui reprend les codes esthétiques — peu pratiques — des choppers américains). L'exportation sur le marché américain, où la Bonneville était très appréciée (et utilisée en course tout-terrain par Steve McQueen en personne) a toujours été considérée comme une priorité par la firme Triumph.

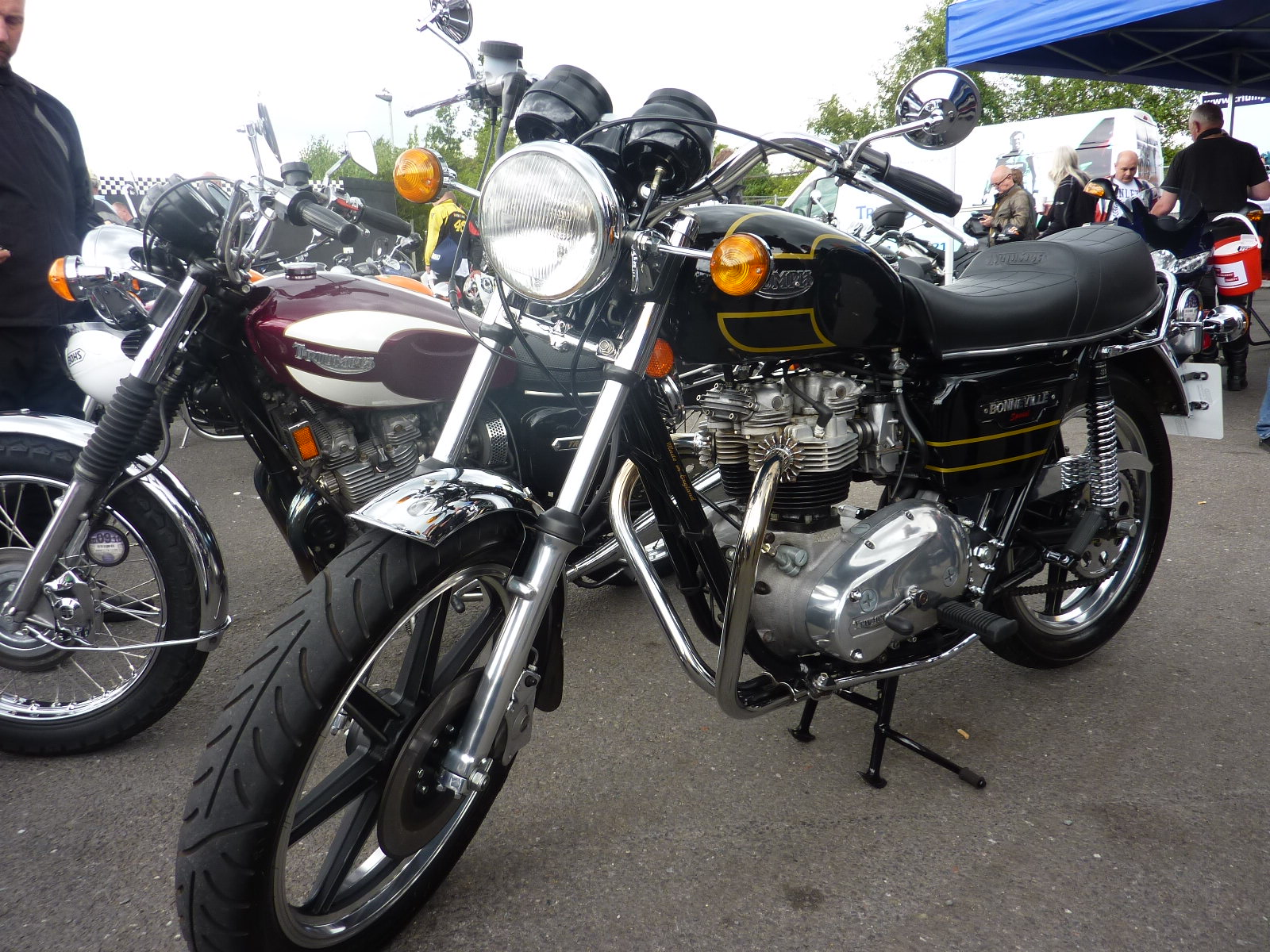
T140 D Special 1979

En 1976, la Bonneville adopte un disque de frein à l'arrière et le sélecteur de vitesse se met aux standards japonais en migrant sur le côté gauche de la moto.
En 1977, une série limitée de mille exemplaires, appelée « Queen Jubilee », commémore les vingt-cinq ans du règne de la reine Élisabeth II. Elle se distingue par ses coloris rouge, blanc et bleu sur un réservoir argent.
En 1979, la Bonneville se met à la mode des choppers avec le modèle Special. Il arbore un guidon haut, un échappement 2-en-1, et une roue plus large à l'arrière. Une version à simple carburateur, plus facile à régler (pas de synchronisation) mais un peu moins puissante, est commercialisée sous l'appellation « Tiger ».
L'allumage classique par vis platinées est remplacé à partir de fin 1977 par un modèle électronique (le Lucas RITA) plus facile à régler avec un pistolet stroboscopique, et au réglage plus constant dans la durée mais ce composant n'est, comme bien des produits Lucas, pas au dessus de tout soupçon (les utilisateurs et concessionnaires préférant le remplacer par un système CDI Boyer-Brandsen en cas de panne).
Bien que le système électrique soit passé à la norme continentale en 12 V avec le négatif à la masse, les bobines d'allumage restent en 6 V et sont donc survoltées pour faciliter les démarrages à froid, une résistance ballast entrant ensuite en jeu pour éviter, mais pas toujours, le claquage des enroulements primaires ou secondaires.
Les carburateurs Amal sont remplacés à partir de 1978 par des modèles plus modernes, d'aspect extérieur plus anguleux avec un couvercle de boisseau en plastique, qui nécessitent des pipes d'admission parallèles. Mais ces composants s'avèrent peu durables car le corps de boisseau s'ovalise avec les vibrations, et on verra fleurir en monte secondaire des kits pour adapter des carburateurs japonais plus fiables.
Une option d'époque est le montage de roues en alliage léger à bâtons produites aux États-Unis par Lester à la place des roues à rayons, mais leur aspect moderne déplaît aux puristes.

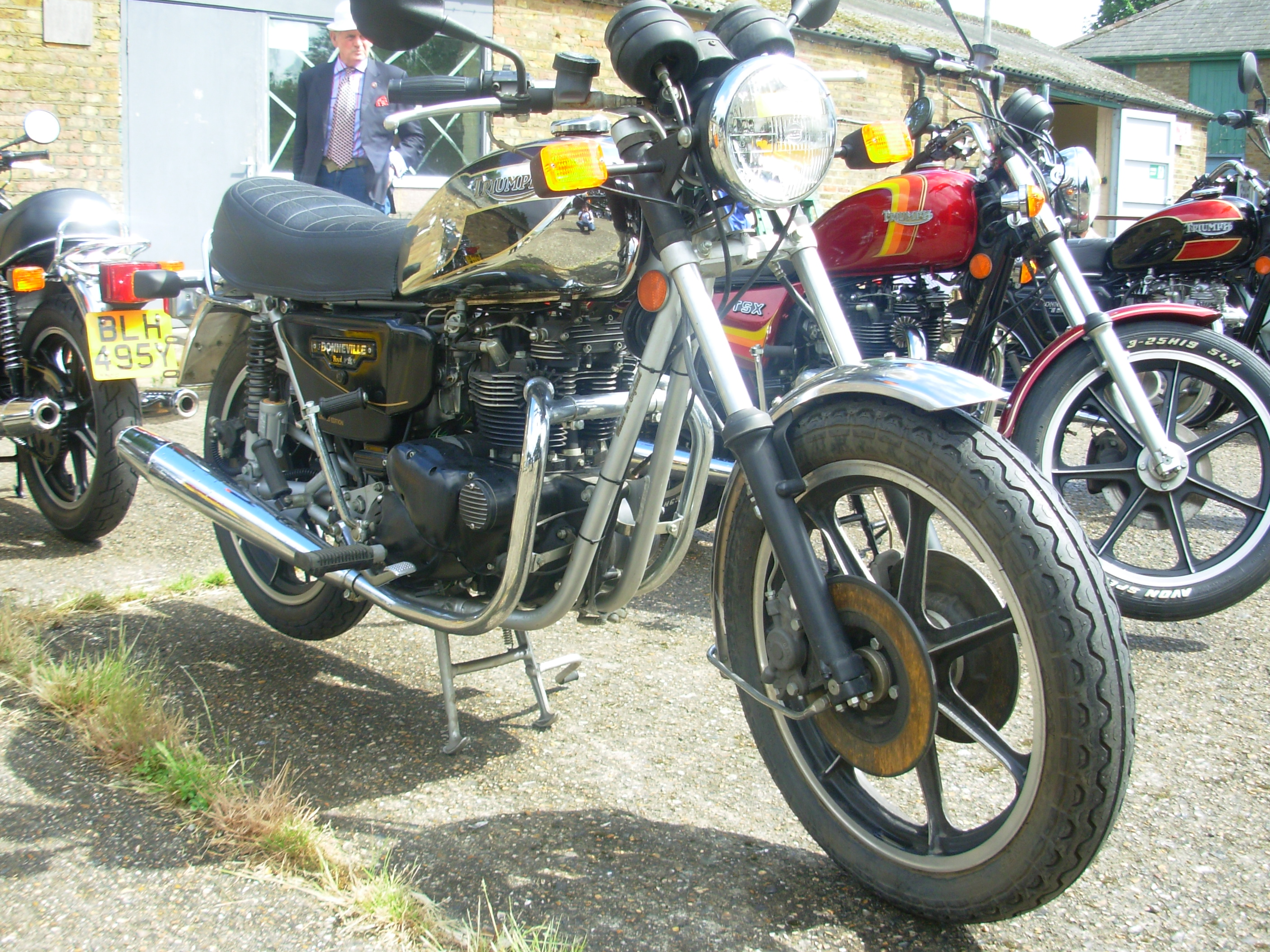
T140 Royale 1981 et TSX de 1982

La Bonneville est également déclinée en version TT (tout-terrain) avec un échappement relevé qui n'est pas une vraie machine d'enduro mais permet de rouler sur les mauvais chemins (les motos de Steve Mc Queen et des équipes participant aux Six-jours internationaux ou ISDE avaient des parties-cycles et des suspensions spéciales dues aux constructeurs artisanaux Colin Seeley ou Don Rickman).
En 1981, pour fêter le mariage entre le prince Charles et Lady Diana, Triumph présente une série spéciale Royale, avec de nombreux éléments polis ou chromé, un double disque à l'avant et des amortisseurs Marzocchi. La même année, la Bonneville executive tend les bras aux grands voyageurs. Elle offre deux sacoches latérales, un top-case et un énorme carénage tête de fourche fixé sur le guidon.

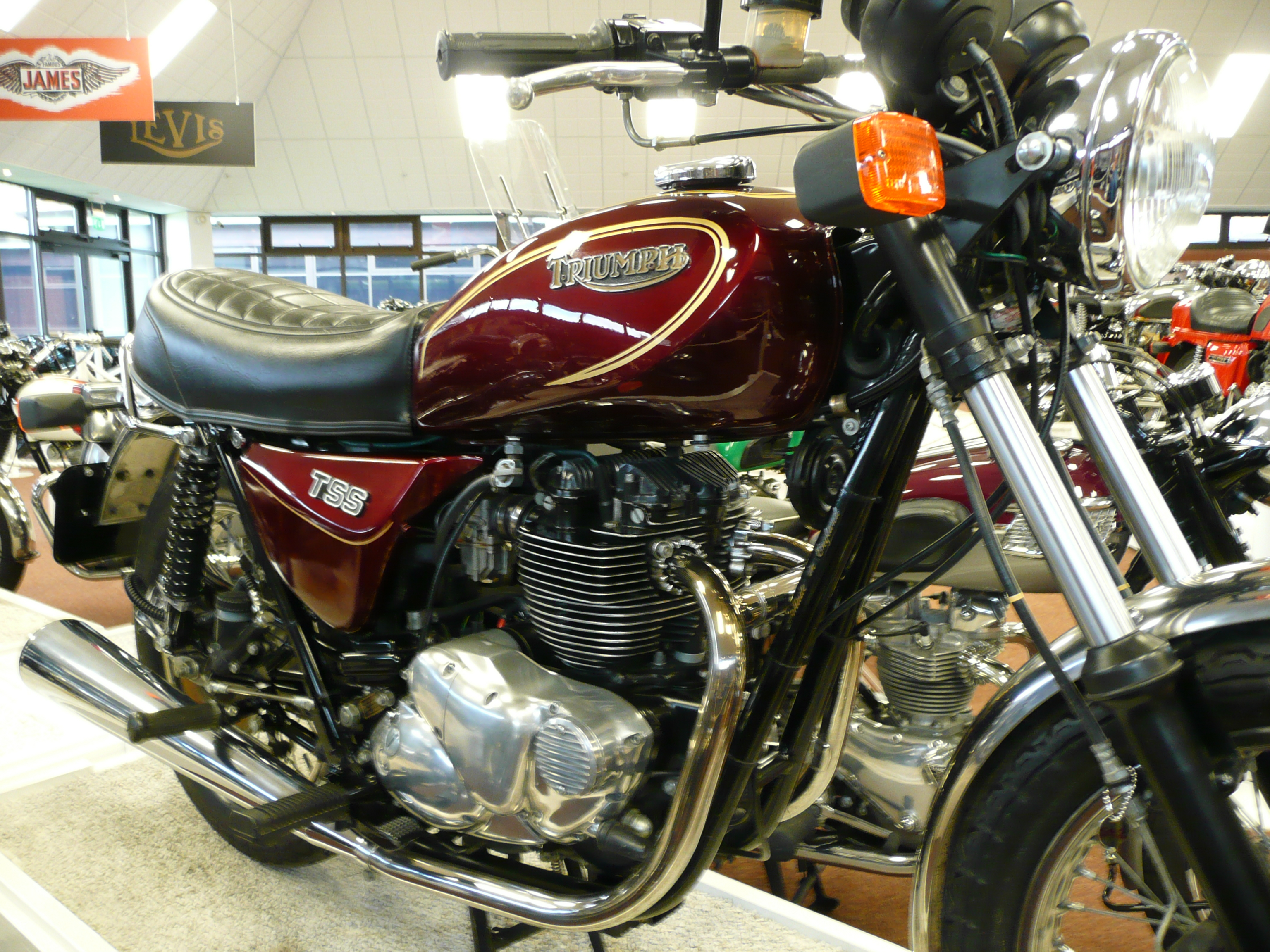
T140 TSS

En 1983, la TSS était censée freiner l'ascension des modèles japonais et relancer Triumph. Il s'agit de l'adaptation en usine d'une culasse à quatre soupapes par cylindre précédemment proposée en kit post achat par le préparateur Les Harris. Le moteur développe soixante chevaux mais il perd en souplesse et en rondeur d'utilisation. Certaines versions comportent un démarreur électrique mais l'alternateur (du sous-traitant Lucas PLC) et la batterie trop faibles associés à un moteur haute compression rendent son fonctionnement peu sûr.
À cette époque, la firme Triumph subit le contrecoup de l'ère Thatcher. Après de nombreux déboires dans la restructuration de l'industrie moto britannique (fusion chaotique de BSA-Triumph-Norton-Villiers, parsemée de dépôts de bilan successifs) l'usine de Meriden, dernier bastion de l'industrie motocycliste britannique, devient une coopérative ouvrière (la presse française fait alors des comparaisons avec l'entreprise horlogère Lip). Le gouvernement conservateur étant par principe hostile à toute subvention, alors même qu'une modernisation des machines outils est devenue une nécessité criante, la faillite est inévitable et l'usine ferme ses portes.
Entre 1985 et 1988, la production de la Bonneville reste assurée par Les Harris. La moto est équipée d'une fourche Paioli, d'amortisseurs Marzocchi et de freins Brembo. Certaines motos sont équipées d'origine, ou en post-monte, d'un bloc-cylindre aluminium revêtu électriquement par un alliage de chrome-nickel silicé type Nikasil à la place du traditionnel bloc fonte. Celui-ci pouvait être réalésé cinq fois et est fabriqué par un sous-traitant de Moto Guzzi. Un kit avec une courroie crantée à la place de la chaîne de transmission primaire triplex est parfois installé d'origine sur les quelques dernières dizaines de Triumph produites par Les Harris.
En 1988, John Bloor, propriétaire de Triumph, décide de ne pas reconduire la licence d'exploitation. Il lancera plus tard une nouvelle usine Triumph à Hinckley centrée sur des modèles à trois et quatre cylindres inspirés par la production japonaise. L'image de marque de l'industrie britannique est en effet durablement entachée par les problèmes de fiabilité et d'obsolescence que le public associe aux bicylindres verticaux « à l'anglaise » (vibrations et fuites d'huile). C'est l'arrêt de la « Bonnie ».
La Bonneville eut néanmoins son heure de gloire au cinéma, Richard Gere chevauche une T140 dans Officier et Gentleman.

### Bonneville 2000

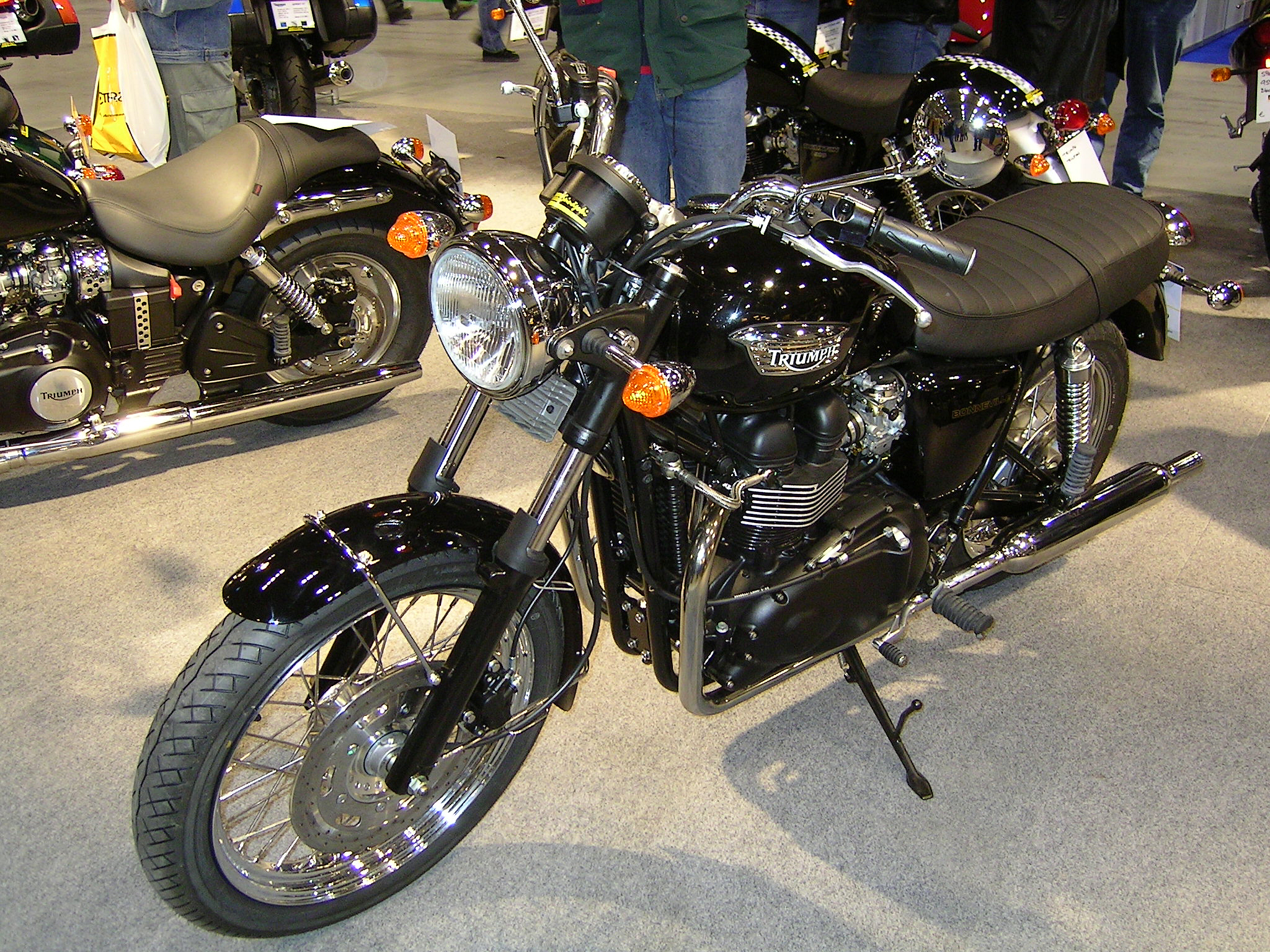
Bonneville 2000

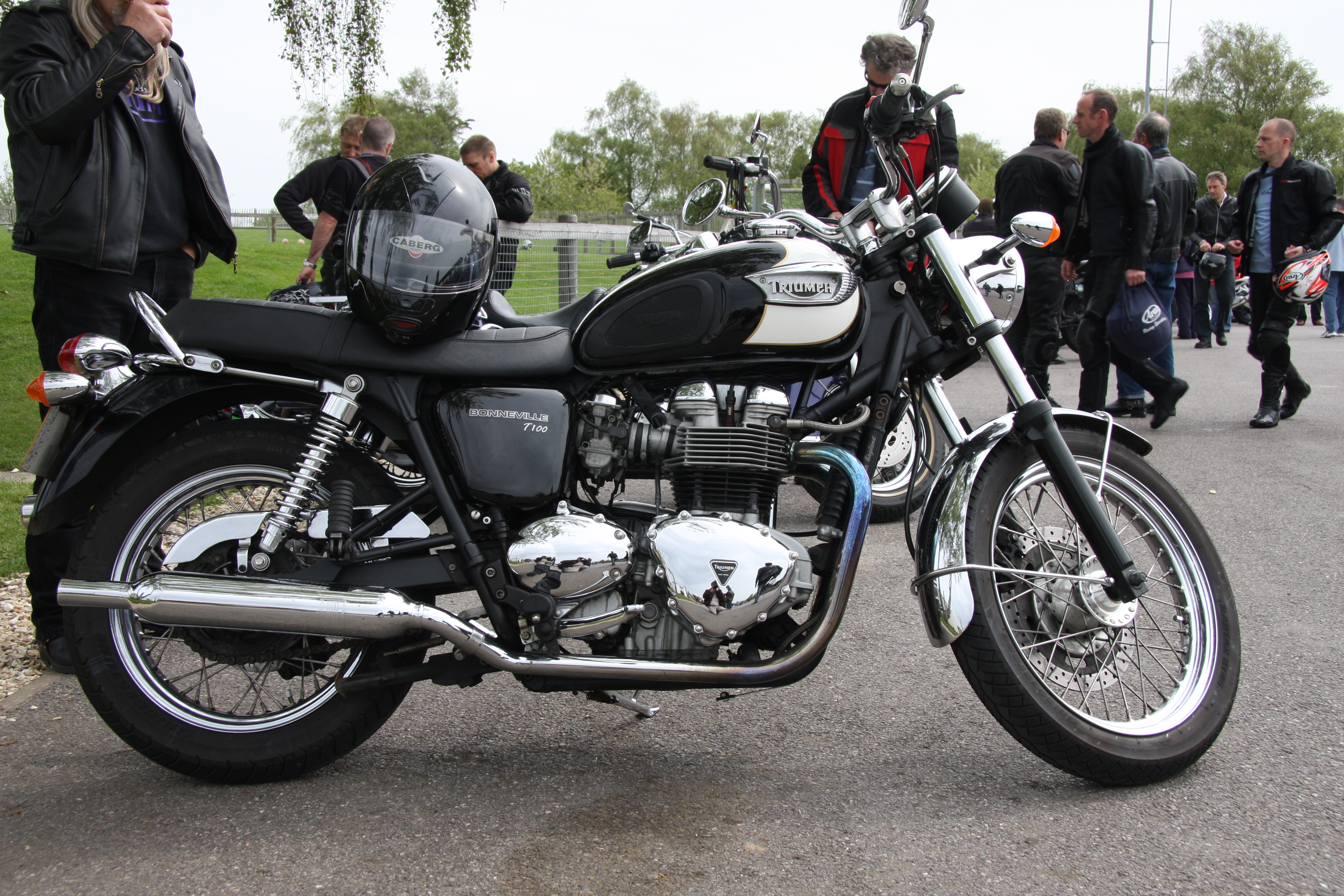
Bonneville T100

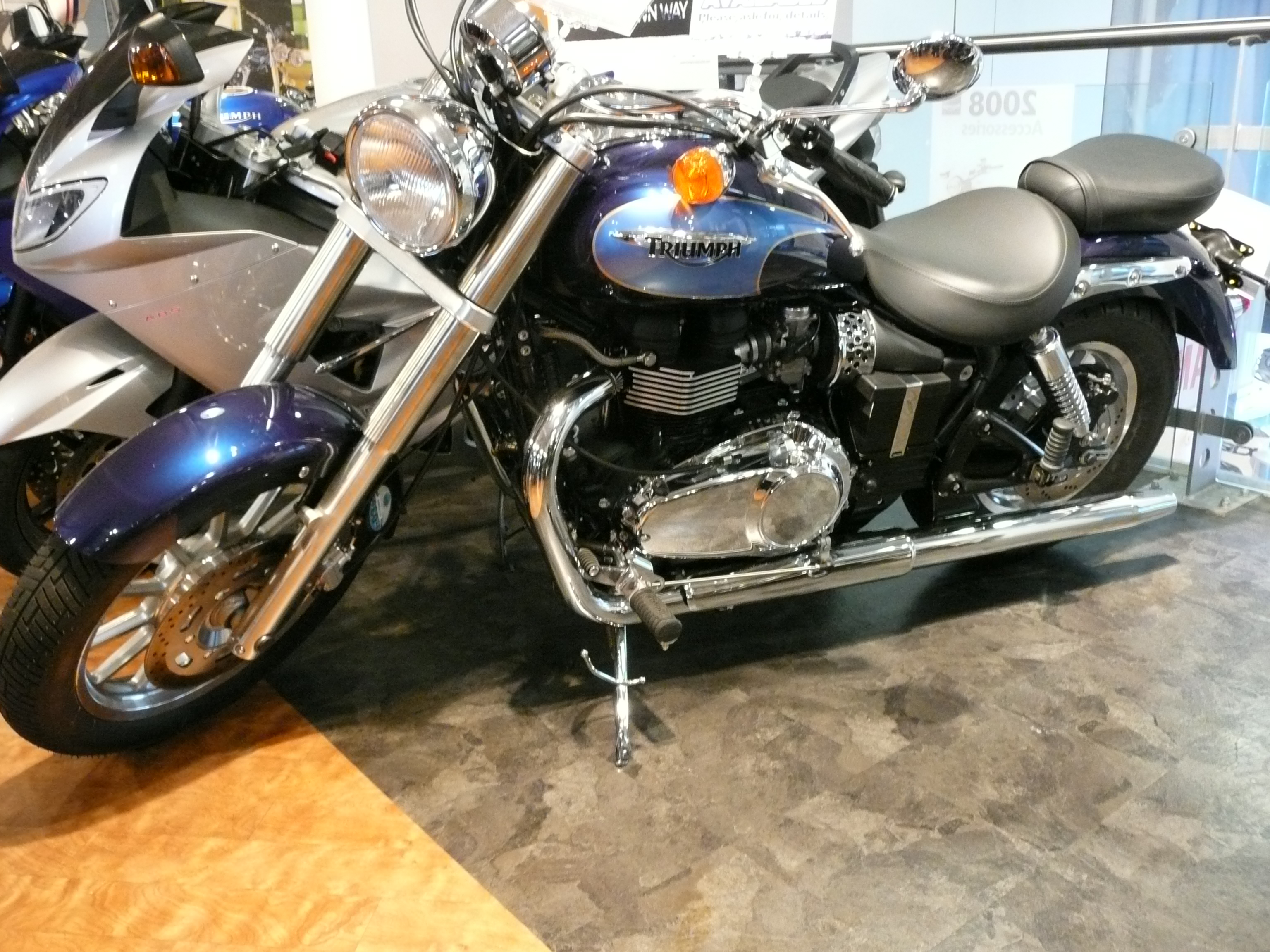
Bonneville America

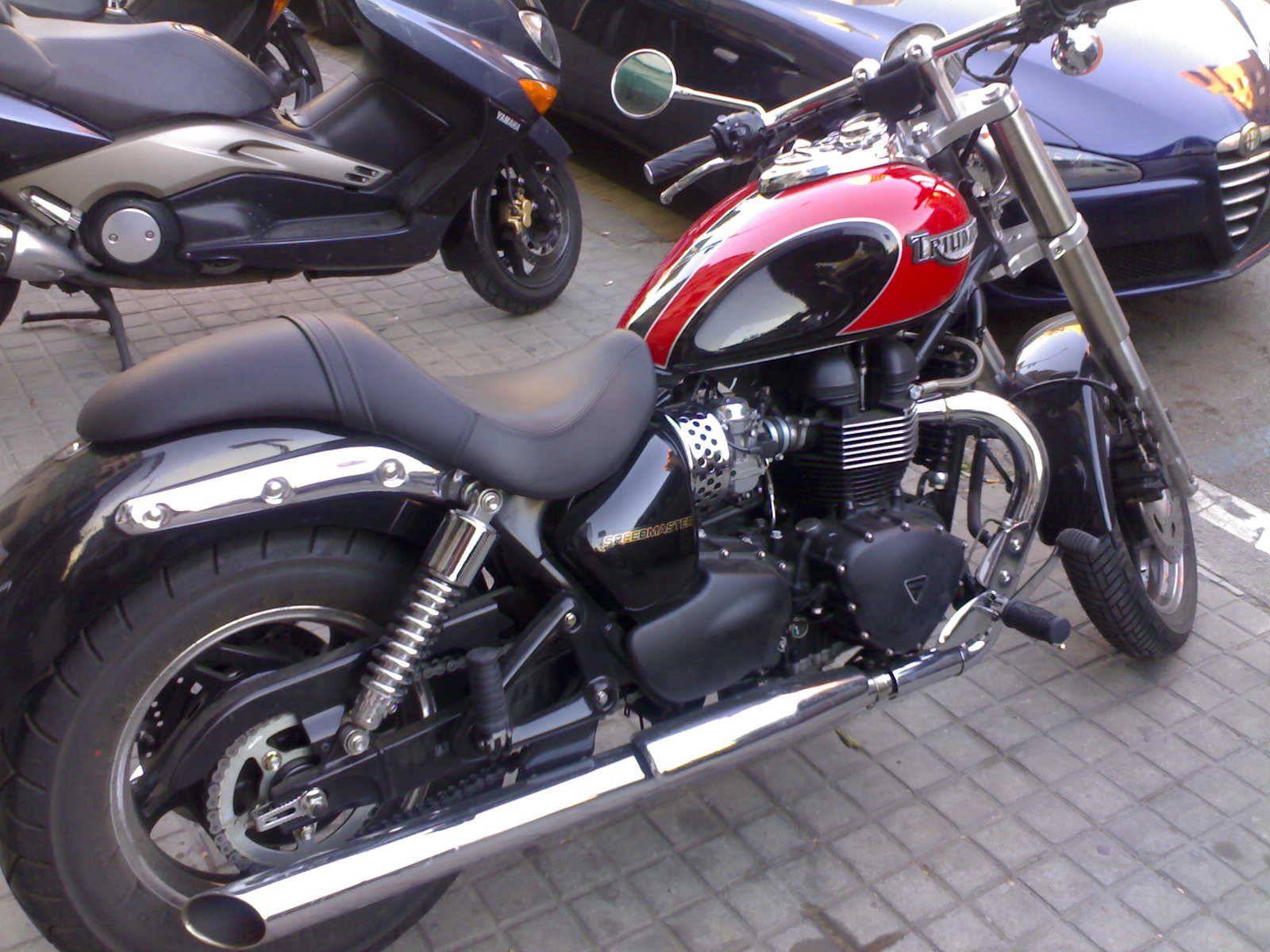
Bonneville Speedmaster

En 2000, l'homme qui avait mis un terme à la carrière de la Bonneville lui redonne vie. John Bloor surfe sur la vague néo-rétro et propose la nouvelle Bonneville. Le moteur est toujours un bicylindre en ligne à quatre temps calé à 360°. Sa cylindrée est désormais de 790 cm3, délivrant 62 ch. Le cadre reste un double berceau.
En 2001, la gamme s'étoffe avec l'arrivée de la Bonneville America (grand guidon et position plus typée cruising, calage du moteur à 270°) et la Bonneville T100 Centenial Edition qui commémore les cent ans de la marque (chrome, finition plus soignée, compte-tours).
En 2002, la version Speedmaster propose une alternative légèrement plus sportive à l'America, avec un guidon plat et deux disques de frein avant.
Les carters de la Bonneville standard, auparavant chromés, sont désormais en aluminium poli. Les carters chromés restent disponibles en option.
En 2003, les Triumph Bonneville America et Bonneville Speedmaster sont renommées simplement Triumph America et Triumph Speedmaster.
Pour 2005, la cylindrée des moteurs de la T100, de la Speedmaster et de l'America est portée à 865 cm3, avec l'adoption du moteur qui équipait jusque-là la Thruxton.
Pour le millésime 2007, la Bonneville standard adopte le moteur de 865 cm3. Speedmaster et America délaissent leurs jantes respectivement à cinq bâtons et à rayons pour des jantes à douze bâtons.
La Bonneville est déclinée en une édition spéciale noire mat, appelée « Bonneville Black ». À l'instar de la Ducati Mostro Dark, elle représente le modèle d'entrée de gamme, à prix plancher de 7 790 €.
En 2008, la gamme Modern Classics adopte l'alimentation par injection. Afin de ne pas dénaturer l'esthétique générale néo-rétro, le corps des injecteurs est camouflé dans un simili-carburateur.
Pour 2009, la Bonneville adopte des jantes à bâton en alliage coulé, un silencieux d'échappement modifié, un selle plus plate et plus étroite. Elle est complétée, sur la Bonneville SE, par un indicateur de rapport engagé, un compte-tours et de carters moteur polis. Les autocollants Triumph sur le réservoir sont remplacés par des écussons.
La Bonneville a fait l'objet de nombreuses éditions spéciales.
En 2005, Triumph présente neuf Bonneville T100, dont la décoration est l'œuvre du créateur Paul Smith. Elles s'appellent :
- Union Flag With Naked Lady
- Multi-Stripe
- Multi-Chequer
- Chequer
- Slogan Paisley
- Multi-Swirl
- Multi-Roundel
- Live-Fast
- Chevron Paisley

L'usine décide de produire deux séries limitées à cinquante exemplaires chacune de deux modèles : la Multi-Union et la Live Fast. Elles sont numérotées, toutes les deux vendues 11 700 € et reçoivent un certificat d'authentification.
En 2008, pour les cinquante ans de la Bonneville, Triumph dévoile deux séries limitées. La première est un exemplaire unique vendue aux enchères au profit de l'Unicef et imaginée par Ewan McGregor. Le réservoir, qui porte la signature de l'acteur, et le garde-boue avant sont recouverts d'une peinture aux reflets cuivrés. La seconde est habillée par le créateur de vêtement Belstaff, et se pare d'une peinture noire, rehaussée de filets dorés.
En 2009, elle reprend les couleurs du modèle Monaco de l'horloger Tag Heuer, pour fêter les cinquante ans de cette montre.
Les coloris disponibles sont :
Bonneville :
- 2001 : Scarlet Red/Silver et Forest Green/Silver
- 2002 : Scarlet Red/Silver, Forest Green/Silver et Sky Blue/Silver
- 2003 et 2004 : Cardinal Red et Jet Black
- 2005 : Jet Black, GoodWood Green et Aegean Blue
- 2006 : Jet Black, GoodWood Green et Aluminium Silver
- 2007 : GoodWood Green, Aluminium Silver et Jet Black
- 2008 : Jet Black, Claret, Aluminium Silver et Fusion White
- 2009[8] et 2010[9] : Jet Black et Fusion White

Bonneville SE :
- 2009[10] et 2010[11] : Jet Black et Pacific Blue/Fusion White
- 2011 : Phantom Black, Pacific Blue/Fusion White et Intense Orange/Phantom Black
- 2013 : Black and Red

Bonneville T100 :
- 2002 : Lucifer Orange/Silver
- 2003 : GoodWood Green/Aztec Gold et Sapphire Blue/Opal White
- 2004 : GoodWood Green/Aztec Gold, Sapphire Blue/Opal White et Jet Black/Opal White
- 2005 : Jet Black/Opal White et Jet Black/Tangerine
- 2006 : Tangerine/Opal White et Jet Black/Tornado Red
- 2007 : Jet Black/White, Jet Black/Tornado Red et Lucifer Orange/Aluminium Silver (limitée à cent exemplaires)
- 2008 : Jet Black/Tornado Red, Jet Black/Fusion White, Claret/Aluminium Silver et Forest Green/New England White
- 2009[12] : Jet Black/Fusion White, Claret/Aluminium Silver et Forest Green/New England White
- 2010[13] : Jet Black/Fusion White et Forest Green/New England White

Bonneville America :
- 2002 : Cardinal Red/Silver et Jet Black/Silver
- 2003 : Cardinal Red/Silver, Jet Black/Silver et Caspian Blue/Silver
- 2004 : Jet Black, Caspian Blue/Silver et GoodWood Green/Silver
- 2005 : Jet Black, GoodWood Green/Silver et Mulberry Red/Graphite
- 2006 : Jet Black, Graphite/Silver et Mulberry Red/Graphite
- 2007 : Phantom Black, Phantom Black/Sunset Red, Phantom Black/Tornado Red et Pacific Blue/New England White
- 2008 et 2009[14] : Phantom Black, Pacific Blue/New England White et Pacific Blue/Aegean Blue
- 2010[15] : Phantom Black et Pacific Blue/New England White

Bonneville Speedmaster :
- 2003 : Jet Black/Tornado Red et Jet Black/Racing Yellow
- 2004 : Jet Black, Jet Black/Tornado Red, Jet Black/Racing Yellow et Jet Black/Sky Blue
- 2005 : Jet Black, Jet Black/Tornado Red et Jet Black/Neon Blue
- 2006 : Jet Black, Jet Black/Sunset Red et Jet Black/Neon Blue
- 2007 : Phantom Black, Phantom Black/Sunset Red, Phantom Black/Tornado Red et Mulberry Red
- 2008 : Phantom Black, Phantom Black/Tornado Red et Pacific Blue/Aluminium Silver
- 2009[16] et 2010[17] : Phantom Black et Phantom Black/New England White

Les ventes en France de la Triumph Bonneville sont :
- 2001 : 444 ex.
- 2002 : 4 933 ex.
- 2003 : 7 160 ex.
- 2004 : 6 481 ex.

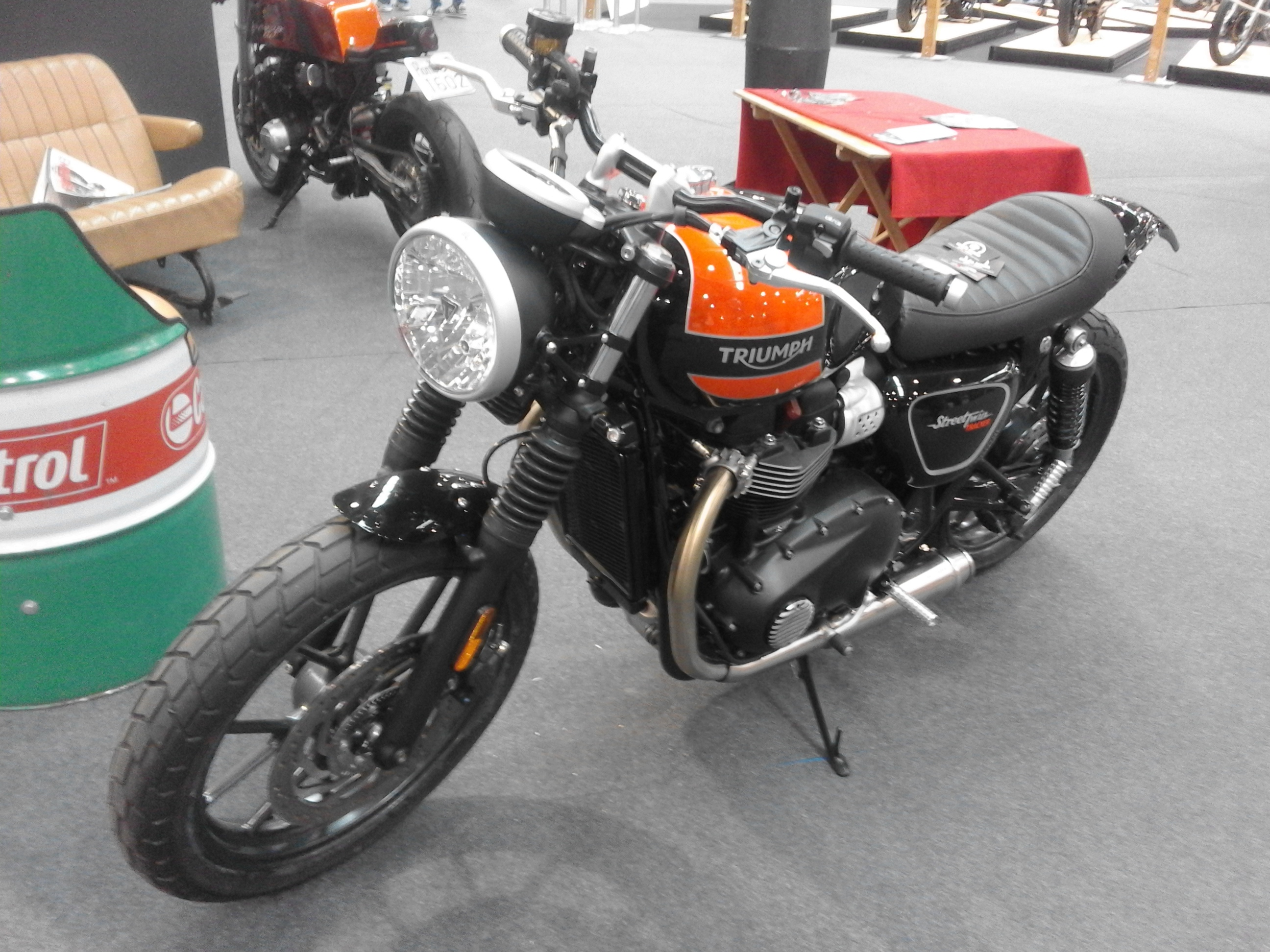
Triumph Street Twin 2017

En octobre 2015, Triumph présente sa nouvelle gamme de Bonneville avec cinq modèles :
- la Bonneville T120 et la Bonneville T120 Black, équipées du nouveau moteur bicylindre refroidi par eau de 1 200 cm3, High Torque (HT), développant 80 ch à 6 550 tr/min et 105 N m de couple à 3 100 tr/min ;
- la Thruxton et la Thruxton R, sportives de la gamme Bonneville, équipées du même moteur de 1 200 cm3 dans sa version High Power (HP) développant 97 ch à 6 750 tr/min et 112 N m à 4 950 tr/min ;
- la Street Twin, entrée de gamme Triumph équipée du moteur bicylindre refroidi par eau de 900 cm3 développant 55 ch avec 80 N m de couple à 3 200 tr/min et d'un simple disque avant.

Fin 2018, Triumph présente une version améliorée de sa Street Twin. Le moteur est toujours le 900 cm3 mais celui-ci développe désormais 65 ch à 7 500 tr/min. Le couple reste identique avec 80 N m. Cette nouvelle version voit par ailleurs son équipement amélioré avec notamment un nouveau frein à disque Brembo à quatre pistons de 310 mm à l'avant et une nouvelle fourche à cartouche. Par ailleurs quelques détails de finition sont améliorés par rapport à la version précédente comme une selle légèrement plus épaisse. La boite de vitesses reste identique avec ses cinq rapports.
Début 2019, c'est au tour de la nouvelle Speed Twin de faire son apparition au sein de la gamme Triumph. Reprenant une désignation historique au sein de la marque, ce roadster à l'apparence classique embarque le bicylindre 1 200 cm3 High Power (HP) des Thruxton.